# Kościół św. Franciszka z Asyżu w Izabelinie
Kościół św. Franciszka z Asyżu – kościół katolicki znajdujący się w Izabelinie koło Warszawy. Powstał w latach 1951–1952 według projektu architekt Barbary Brukalskiej na działce ofiarowanej przez wiernych z miejscowej parafii. Miejsce na świątynię wybrane zostało zważywszy na centralne położenie, ze szczególnym uwzględnieniem Truskawia – najstarszej wsi puszczańskiej. Materiały na budowę pozyskano z Wrocławia z nieużywanego baraku, który zakupiono i następnie rozebrano.

## Historia
20 października 1951 r. ks. dziekan Stefan Kowalczyk poświęcił krzyż w miejscu pod budowę, kamień węgielny i materiały. W 1952 r. zasklepiona została absyda na tyłach kościoła. W 1957 r. ustawiono ufundowany przez parafian konfesjonał, wzniesiono również balustradę do przyjmowania Eucharystii (według projektu Barbary Brukalskiej). W 1962 r. sufit kościelny został pokryty ornamentami i malarstwem figuralnym wykonanymi przez Annę Grocholską i Teresę Reklewską. Ostateczny wygląd świątynia uzyskała w lipcu 1964 r., po umieszczeniu na frontonie mozaiki autorstwa Marii Uśpieńskiej.
11 maja 1968 r. ok. 60 osób w czynie społecznym odnowiło mury świątyni i umyło podłogi. 19 maja 1970 r. w związku z nadchodzącą rocznicą 20-lecia istnienia miejscowej parafii ustawiono nowe tabernakulum z pnia sosnowego zaprojektowane przez Annę Grocholską. Jesienią 1970 r. wokół kościoła wybudowano nowe ogrodzenie. W sierpniu 1980 r. w kościele Jerzy Nowosielski wykonał mozaikę, przedstawiającą scenę stygmatyzacji św. Franciszka. Uważano, że podczas remontu świątyni uległa ona zniszczeniu, jednak w 2022 roku odnaleziono ją na strychu świątyni i przeniesiono do budynków parafialnych. W 2023 roku została wpisana do rejestru zabytków. Miejsce mozaiki Nowosielskiego zajął później obraz św. Franciszka, będący kopią z fresku Cimabue z bazyliki św. Franciszka z Asyżu. Namalowany został przez Magdalenę i Andrzeja Starzyckich, mieszkańców Izabelina.
W październiku 1982 r. zamontowano nowe, modrzewiowe drzwi wejściowe do kościoła. Na przełomie kwietnia i maja 1983 r. odnowione zostało wnętrze budynku. 26 września 1990 r. zakończył się kapitalny remont obiektu, a rok później budynek został otynkowany. Od października 1993 r. do listopada 1994 r. miały miejsce prace porządkowe przy kościele. 14 września 1994 r. w świątyni zawieszono krzyż wykonany z „Sosny Powstańczej”.
W marcu 2002 r. figurę Jezusa Chrystusa zdjęto z krzyża. Do kościoła powróciła w lutym 2003 r. po 10-miesięcznej renowacji. W czerwcu 2004 r. świątynia została odmalowana, a 3 października nastąpiła jej konsekracja.

## Architektura
Zarówno kościół jak i jego późniejszy wystrój z założenia miały być proste. Budynek stanowi strukturę trójnawową. Początkowo jego wnętrze było drewniane, lecz z czasem kościół został zamieniony na murowany. Drewniany ołtarz i tabernakulum nawiązują do pobliskiej Puszczy Kampinoskiej, a skromny wystrój - do duchowości franciszkańskiej. Ścianę z tebernakulum pokrywa sgraffito z motywami roślinnymi i zwierzęcymi.
Na terenie przykościelnym usytuowana jest dzwonnica z 1996 r. z trzema dzwonami i licznymi tablicami pamiątkowymi. Wokół kościoła znajdują się drewniane rzeźby.

## Galeria

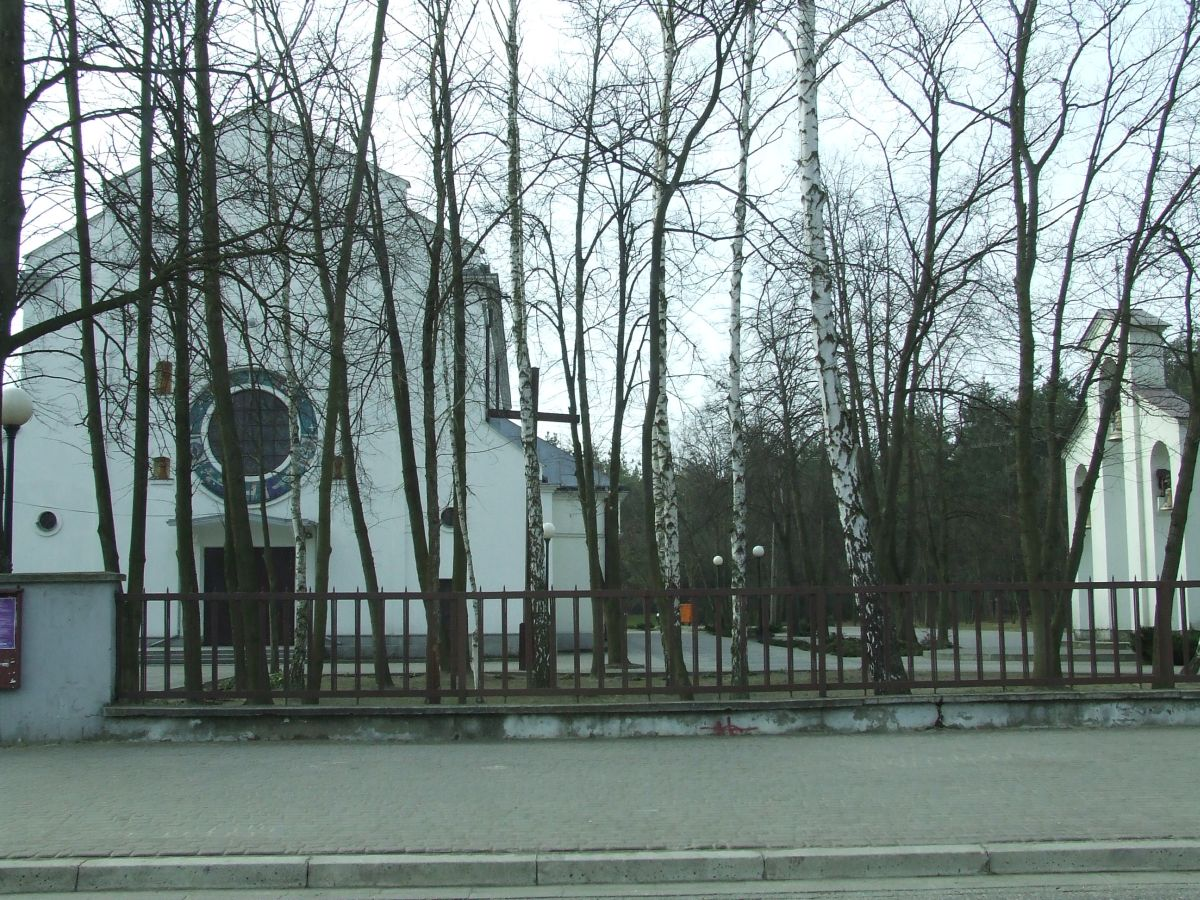
Fasada i dzwonnica (2007)
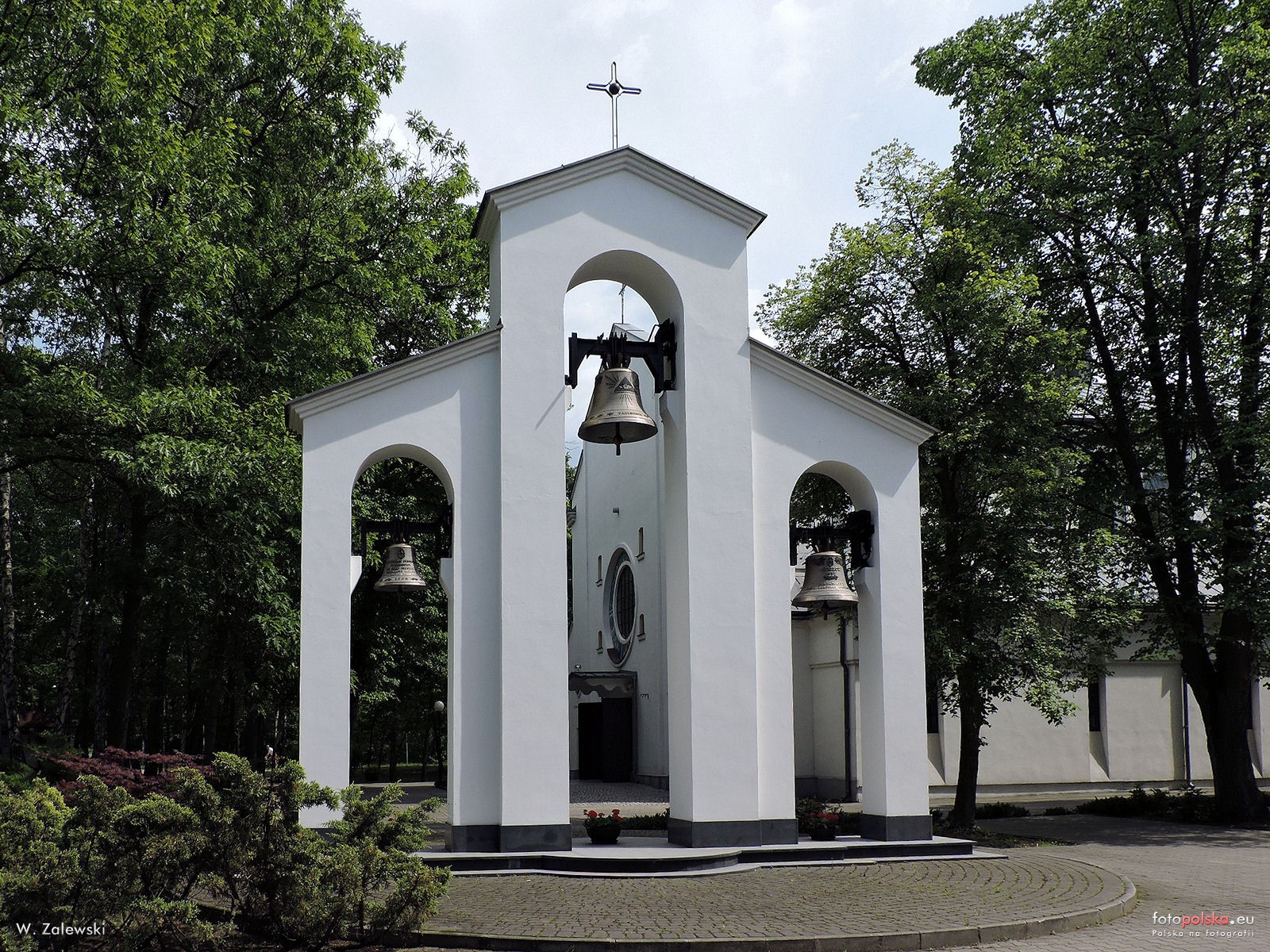
Dzwonnica przy kościele (2014)